# Kinistino n.º 459
Kinistino n.º 459 es un municipio rural canadiense situado en la provincia de Saskatchewan.

## Superficie
Kinistino n.º 459 tiene una superficie de 921,69 km².

## Demografía
En 2021, tenía 604 habitantes, una densidad poblacional de 0,7 hab./km², y 255 viviendas.